# Agencia (filosofía)
En el ámbito de la filosofía y la sociología, se denomina agencia a la capacidad que posee un agente (una persona u otra identidad) para actuar en un mundo.
En filosofía, se considera que la agencia pertenece a un agente aun si dicho agente representa un personaje ficticio o alguna otra entidad inexistente. La capacidad de actuar no implica en principio una dimensión moral específica en cuanto a la habilidad para elegir actuar, y por lo tanto la agencia moral es un concepto diferente.
En sociología, un agente es un individuo que se conecta con la estructura social. Cabe destacar, sin embargo, que la primacía de la estructura social contra la capacidad individual con respecto a las acciones de una persona es debatido en el ámbito de la sociología. Este debate se corresponde, por lo menos parcialmente, con el nivel de reflexividad que posee un agente.